# هيرني (محافظة دونيتسك)
هيرني (Гірне) هي بلدة من النمط المدني في محافظة دونيتسك في أوكرانيا.